# Trnava pri Laborci
Trnava pri Laborci es un municipio del distrito de Michalovce en la región de Košice, Eslovaquia, con una población estimada a final del año 2024 de 640 habitantes.
Se encuentra ubicado al noreste de la región, en la cuenca hidrográfica del río Bodrog (afluente derecho del Tisza) y cerca de la frontera con la región de Prešov, Ucrania y Hungría.

## Demografía
| Año        | 1994 | 2004    | 2014     | 2024    |
| ---------- | ---- | ------- | -------- | ------- |
| Población  | 551  | 532     | 591      | 640     |
| Diferencia |      | −3,44 % | +11,09 % | +8,29 % |

| Año        | 2023 | 2024    |
| ---------- | ---- | ------- |
| Población  | 636  | 640     |
| Diferencia |      | +0,62 % |